# Andrea Pennacchi

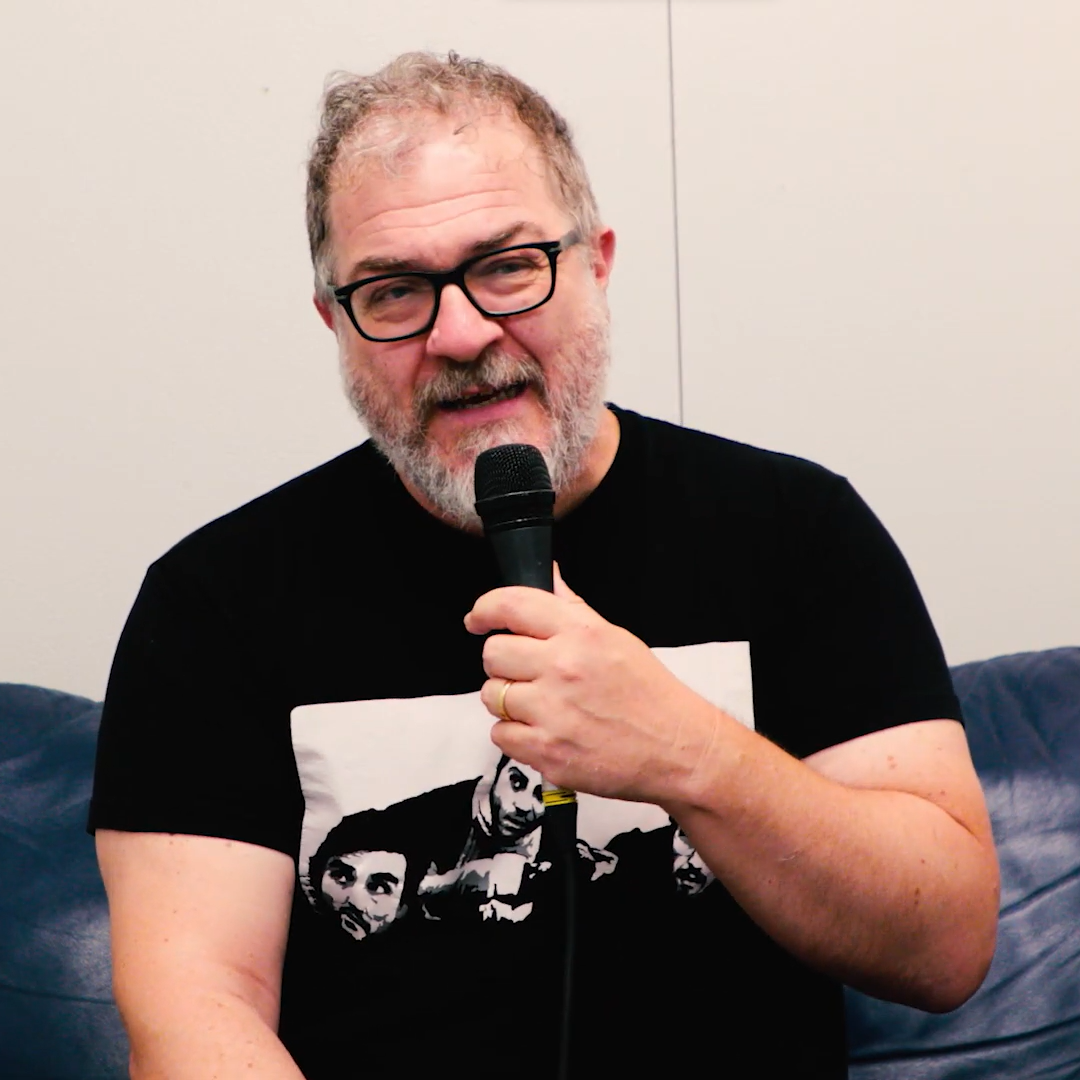
Andrea Pennacchi, 2023

Andrea Pennacchi (* 11. Oktober 1969 in Padua) ist ein italienischer Schauspieler.

## Leben und Wirken
Der gebürtige Paduaner Andrea Pennacchi studierte an der Universität Padua Fremdsprachen und moderne Literatur. Seine schauspielerische Ausbildung begann er am Universitäts-Theaterzentrum von Padua. Er nahm Unterricht bei Cesar Brie, Carlos Alsina und Ermintas Nekrosius. Zunächst arbeitete er als Theaterschauspieler. Durch seine Rolle des Sandro in dem Filmdrama Venezianische Freundschaft (Io sono Li) erlangte er eine größere Bekanntheit. Seitdem ist Pennacchi auch in verschiedenen Fernsehfilmen und Fernsehserien zu sehen. Durch seine Assistenz bei Regisseur Gigi Dall’Aglio gewann Andrea Pennacchi auch Einblick in die Tätigkeit als Regisseur. Zusätzlich zu seiner schauspielerischen Karriere arbeitet er auch als Tutor an der Universität Padua.
Im Jahr 2018 hatte Pennacchi mit seinem Monolog This is racism - Ciao Terroni in der La7-Sendung Propaganda Live einen außergewöhnlichen Erfolg. Seitdem ist er in seiner Rolle als „Poiana“ regelmäßig Gast in der Sendung. 2019 erschien ein Buch mit dem Titel Pojana e i suoi fratelli.
Über sein Privatleben ist wenig bekannt. Er ist mit seiner Frau Maria seit 2009 verheiratet und hat eine Tochter namens Elena.

## Filmografie (Auswahl)
- 2011: Venezianische Freundschaft (Io sono Li)
- 2013: La prima neve
- 2014: Fuori Mira
- 2015: Leoni
- 2015–2017: Il paradiso delle signore (Fernsehserie, 34 Episoden)
- 2017: Die Toten von Turin (Non uccidere, Fernsehserie, Episodenrolle)
- 2017: Die verborgenene Farben der Dinge (Il colore nascosta delle cose)
- 2018: Ricordi?
- 2018: Don Matteo (Don Matteo)
- 2019: 1994 – Willkommen in der Zweiten Republik (1994)
- 2019: Der Mann ohne Gravitation (L’uomo senza gravità)
- 2020: Mord in Genua – Ein Fall für Petra Delicato (Petra, Miniserie)
- 2020: Die unglaubliche Geschichte der Roseninsel (L’incredibile storia dell’Isola delle Rose)
- 2022: Für die Kämpfer, für die Verrückten (Tutto chiede salvezza, Miniserie)
- 2025: The Last One for the Road (Le città di pianura)